# Yaotl
Yaotl (Nieprzyjaciel) – w mitologii azteckiej był hipostazą Tezcatlipoki i pod tą postacią był bogiem wojowników.
W szóstym miesiącu w kalendarzu azteckim zwanym Toxcatl (Suchy) organizowano procesje do miejsc, gdzie ofiarowano bogom dzieci oraz dokonywano symbolicznego spożywania ziemi i zwracano się o błogosławieństwo do Yaotla. Na cześć boga odbywało się obrzędowe samobiczowanie.
Reszta ludzi stała pośrodku dziedzińca, zwracając się ku bogu za każdym razem, kiedy przechodził. Ludzie ci nieśli nowe sznury konopne, długie na 6 stóp, z węzłami na końcu, którymi się zaciekle biczowali w plecy (źródło: Duran).